# Hedvig Sofia af Sverige
Hedvig Sofia (26. juni 1681 - 11. november 1708) var svensk prinsesse. Hun var datter af Karl 11. af Sverige og Ulrikke Eleonore af Danmark.

## Slægtninge og ægteskab
Hun var søster til Karl 12. af Sverige og Ulrika Eleonora den yngre af Sverige. Hun var kusine til August den stærke af Polen og Frederik 4. af Danmark og Norge. Hun blev gift i 1698 med sin fætter Frederik 4. af Holsten-Gottorp.

## Barn
Hun fik én søn:
1. Karl Frederik af Holsten-Gottorp (1700 – 1739), svensk tronprætendent efter morbroderen Karl 12.s død i 1718.